# Santissimo Crocifisso (Rom)

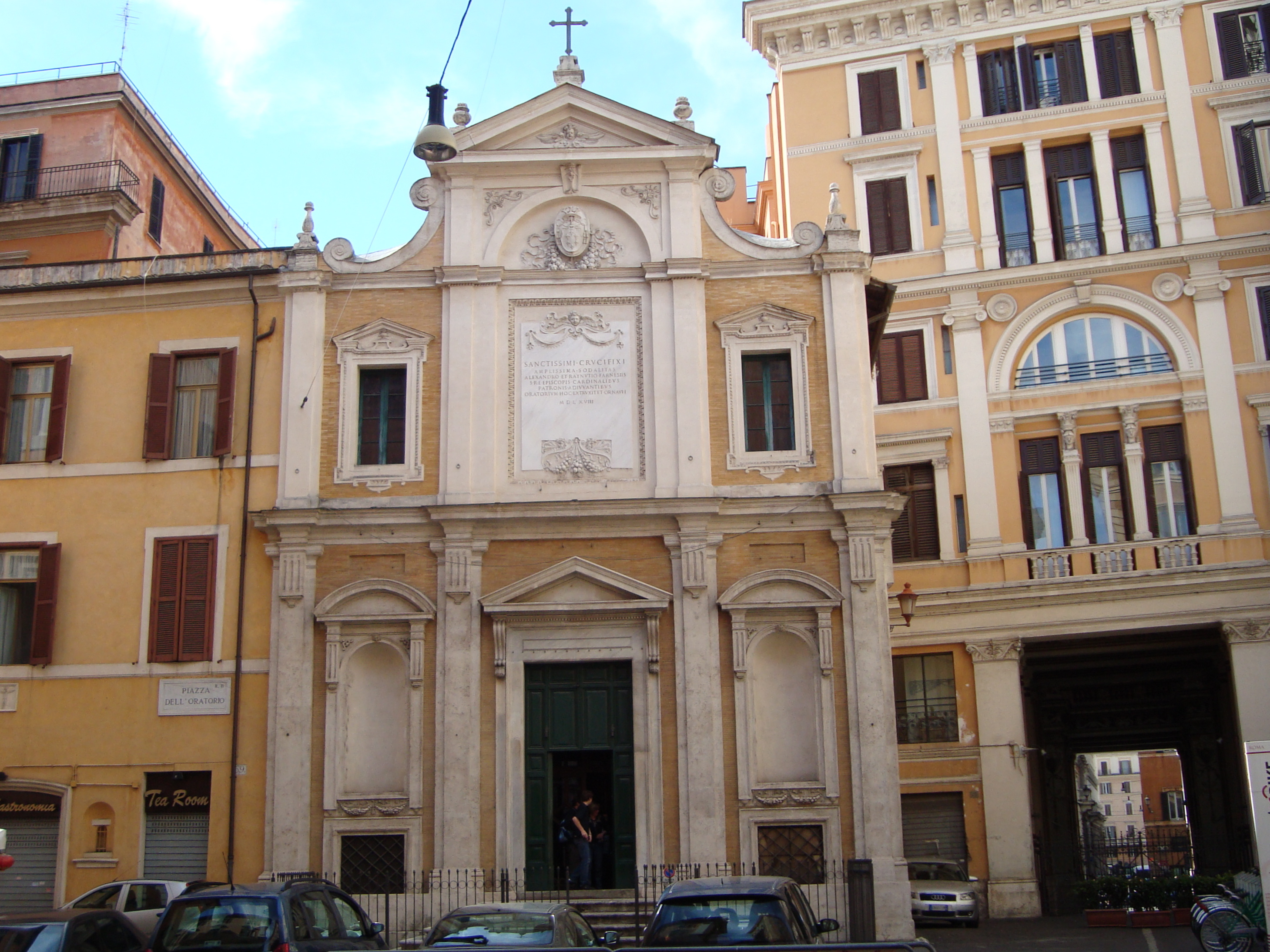
Die Fassade zur Piazza dell'Oratorio, rechts der Durchgang unter dem Palazzo Sciarra

Mit Santissimo Crocifisso (ital.: „der allerheiligste Gekreuzigte“) wird ein Oratorium in Rom bezeichnet. Es entstand in seiner heutigen Form in der zweiten Hälfte des 16. Jahrhunderts. Über etwa eineinhalb Jahrhunderte arbeiteten eine Reihe in ihrer Zeit berühmte Musiker in ihm. Das Oratorium enthält zudem mehrere Fresken bedeutender Künstler. Das Gebäude wird nach vorübergehender Profanierung erst seit 1963 wieder zu religiösen Zwecken genutzt.

## Lage und Namensgebung
Die Kirche liegt im II. römischen Rione Trevi direkt neben dem Palazzo Sciarra, etwa 200 Meter südwestlich des Trevi-Brunnens. Ihren Namen hat sie von einem aus Holz gearbeiteten Kruzifix.

## Geschichte und Baugeschichte

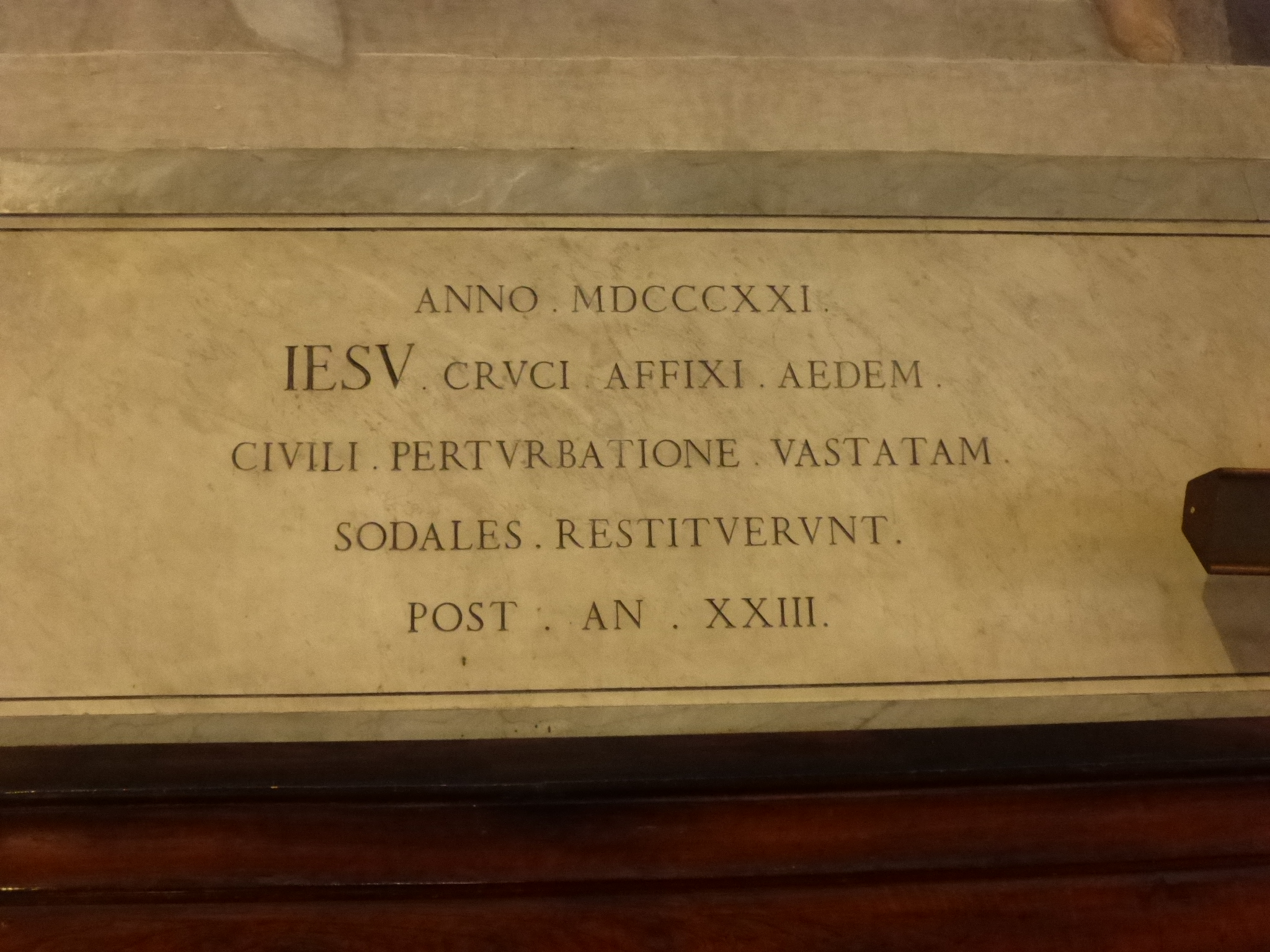
Inschrift zur Erinnerung an die Restaurierung von 1821

1519 brannte die nahegelegene Kirche San Marcello fast vollständig ab. Das namensgebende Kruzifix überstand den Brand völlig unversehrt, was Zeitgenossen angesichts der Zerstörungen in San Marcello als Wunder empfanden. Daraufhin wurden in den folgenden Jahrzehnten, mit Unterstützung der Bruderschaft Congregazione del Santissimo Crocifisso und der Kardinäle Alessandro Farnese und dessen Bruders Ranuccio Farnese, Pläne für einen eigenen Bau für das Kruzifix angegangen, nachdem es zunächst in einem anderen Oratorium verehrt wurde. Die ausgeführten Baupläne wurden schließlich von Giacomo della Porta vorgelegt, er wurde auch ausführender Baumeister. Die Grundsteinlegung war am 20. August 1560. Fertiggestellt wurde das Bauwerk 1568. Die Kirche steht, wie so viele Bauwerke in der römischen Altstadt, auf antiken Gebäuderesten, was bei einer Grabung 1885 festgestellt wurde.

## Musikalische Nutzung
Die musikalische Form des Oratoriums kam vom Oratorium des hl. Philipp Neri ausgehend in der Bauzeit bzw. kurz danach in Rom in Mode. Insbesondere in Santissimo Crocifisso wurde es Tradition, dass in der Fastenzeit und während der Karwochen Werke bekannter Musiker und Komponisten aufgeführt wurden, darunter Orlando di Lasso, Giovanni Pierluigi da Palestrina und Giovanni Maria Nanino. Selbst für dieses Oratorium speziell tätig waren unter anderem Alessandro Scarlatti, Alessandro Stradella, Emilio del Cavaliere, Bernardo Pasquini und Girolamo Frescobaldi. Buchowiecki meint daher, dass auch dieses Oratorium als „Geburtsstätte“ der musikalischen Gattung des Oratoriums gesehen werden kann. Der französische Musiker André Maugars besuchte das Oratorium 1639. In seinem Brief über seine Reise schreibt er, dass er hier eine Art von Musik gehört habe, die in Frankreich unbekannt sei. Diese musikalische Tradition wurde dann allerdings 1725 mit dem Tod von Alessandro Scarlatti, dem Vater von Domenico Scarlatti, unvermittelt beendet. Das Oratorium wurde schließlich ab 1798 profaniert. Nach einigen Restaurierungen wurde es ab 1951 Sitz des Centro dell’Oratorio Musicale bis 1962 und es kam wieder zur musikalischen Nutzung. Erst 1963 wurde das Oratorium einer Kongregation übergeben, den Suore Betania del S. Cuore, und seither auch wieder religiös genutzt.

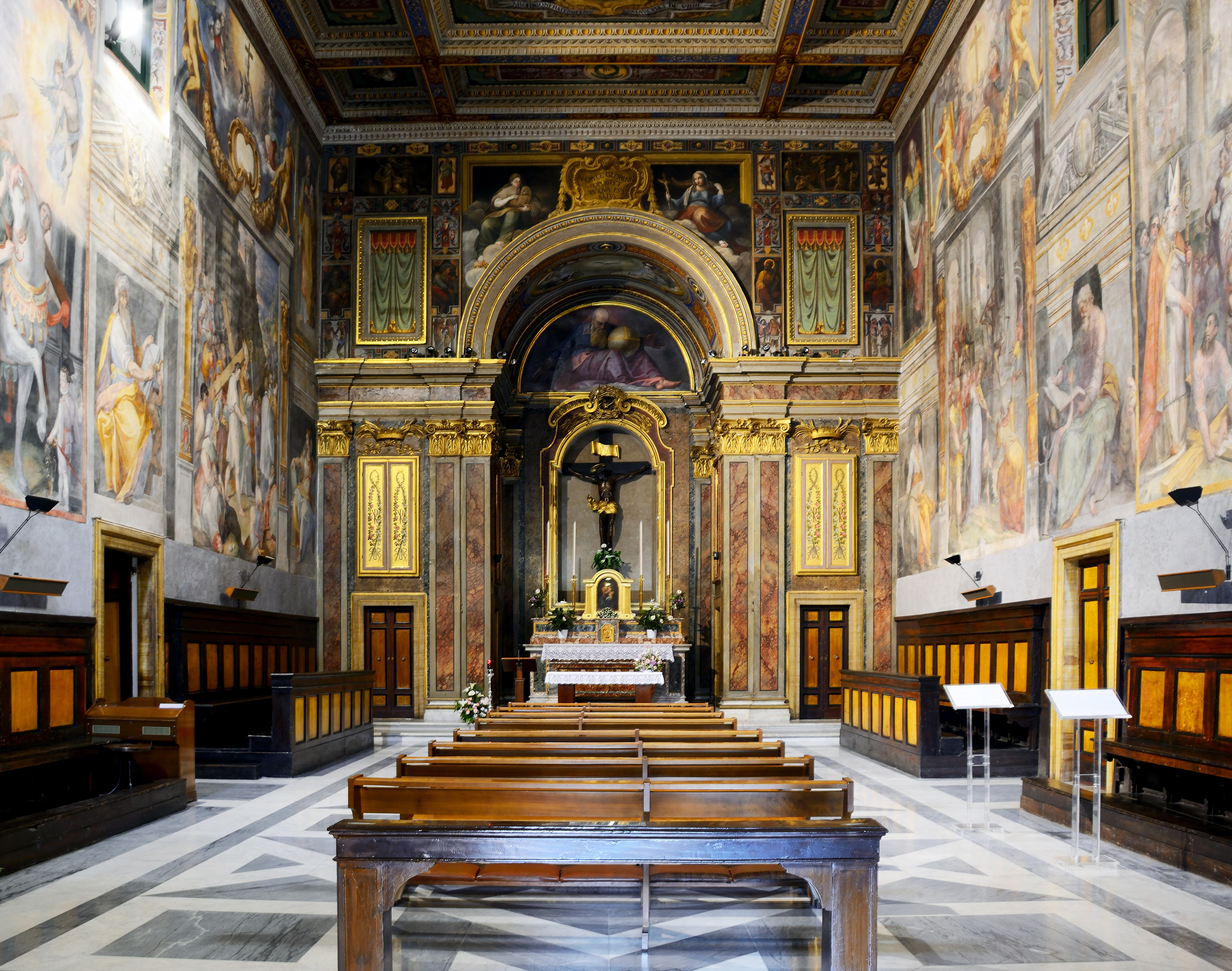
Blick in den Innenraum zum Hochaltar

## Fassade
Die Fassade ist ihrer Grundstruktur nach dreiachsig und hat zwei Geschosse. Die Wand wird von hintereinander gestuften Pilastern, unten nach toskanischer Ordnung, gegliedert. Der eigentliche Zugang im Mittelrisalit ist als Ädikulaportal gestaltet. Die Seitenflächen werden im Untergeschoss von Nischen mit überwölbenden Segmentbögen durchbrochen, darunter befinden sich Rechteckfenster. Im Obergeschoss tragen die Fenster leicht durchbrochene Dreiecksgiebel. Die Gesimse zwischen den Geschossen und zum Giebel sind verkröpft, eine Inschrift im mittleren oberen Fassadenteil weist auf die stiftenden Kardinäle und die Vollendung des Gebäudes 1568 hin. Das Wappenfeld unter dem einfachen Dreiecksgiebel mit einer kleinen Putte zeigt das Wappen der Farnese unter einem Kardinalshut. Der Giebel wird seitlich von Voluten flankiert.

## Inneres und Ausstattung
Das Innere des Oratoriums ist ein einfacher, rechteckiger Raum mit einer Kassettendecke, lediglich der eigentliche Altarraum ist von einem Tonnengewölbe überspannt. Die Wände werden im Portal- und Altarbereich von Pilastern mit Kapitellen nach Kompositordnung gegliedert. Das Oratorium ist vollständig freskiert, in der Hauptsache mit einem Zyklus über die Geschichte des Kreuzes. Es ist im Einzelfall schwierig und nicht vollständig geklärt, welcher bestimmte Künstler welches einzelnes Fresko geschaffen hat. Die ersten beiden großen Fresken der rechten Seite mit Blick zum Altar werden Giovanni de Vecchi, einem Schüler Raffaellino del Colles zugeschrieben. Das vordere große Fresko rechts, es stellt die Prüfung des wahren Kreuzes dar, stammt hingegen wohl von Niccolò Circignani, genannt Pomarancio. Das vorderste Freskenfeld auf dieser Seite wird Paris Nogari zugeschrieben. Auf der linken Seite hat de'Vecchi nicht gearbeitet, hier haben Pomarancio, Nogari und zu einem guten Teil noch Cesare Nebbia die Fresken geschaffen. Die Fresken der Portalwand stammen von Nogari, ebenso die Gottvater-Figur und die Heilig-Geist-Taube in der Lünette bzw. der Tonne des Altarraums. Die beiden Ölgemälde im Altarraum werden Nebbia zugewiesen.
Der Altar stammt von 1740. Über ihm ist das verehrte Kruzifix angebracht.
Die Orgel auf der Empore der Portalseite wurde von Giovanni Varlò im Jahr 1744 gearbeitet.